# Campeonato Guianense de Futebol de 2023
A GFF Elite League 2022-23 (ou KFC Elite League, por razões de patrocínio) foi a 19ª edição oficial do Campeonato Guianense de Futebol, e a 5ª no atual formato. Foi organizada pela Federação de Futebol da Guiana e contou com 10 clubes na disputa.
A edição foi confirmada apenas em 30 de abril de 2023, após diversos adiamentos decorrentes dos problemas gerados pela pandemia de Covid-19. A primeira partida foi realizada em 14 de maio, em Georgetown (Guiana), entre o campeão da última edição Fruta Conquerors e o Police FC.
O vencedor do campeonato foi Defence Force FC, que conquistou seu segundo título da liga e classificou-se para o CONCACAF Caribbean Club Shield de 2024.

## Equipes participantes
Nesta temporada, participaram as mesmas 10 equipes da época anterior, já que não houve rebaixamento em 2019, nem a realização da edição de 2020-21 do campeonato.
| Time                    | Cidade     | Em 2019      | Participações na liga | Melhor resultado na liga(LIG) |
| ----------------------- | ---------- | ------------ | --------------------- | ----------------------------- |
| Ann's Grove United      | Georgetown | 10º colocado | 3ª                    | 8º colocado (2017-18)         |
| Buxton United FC        | Buxton     | 5º colocado  | 5ª                    | 4º colocado (2016-17)         |
| Den Amstel FC           | Leonora    | 3º colocado  | 3ª                    | 3º colocado (2017-18)         |
| Fruta Conquerors (C)    | Georgetown | Campeão      | 5ª                    | Campeão (2017-18, 2019)       |
| Guyana Defence Force FC | Georgetown | 4º colocado  | 5ª                    | Campeão (2016-17)             |
| Milerock FC             | Linden     | 8º colocado  | 3ª                    | 7º colocado (2017-18)         |
| Police FC               | Georgetown | 7º colocado  | 2ª                    | 7º colocado (2019)            |
| Santos FC               | Georgetown | 6º colocado  | 2ª                    | 6º colocado (2019)            |
| Victoria Kings FC       | Georgetown | 9º colocado  | 4ª                    | 3º colocado (2016-17)         |
| Western Tigers FC       | Georgetown | Vice-campeão | 3ª                    | Vice-campeão (2019)           |

## Regulamento
As dez equipes jogam entre si em sistema de turno único. Ao final das 9 rodadas, a equipe que somar mais pontos será declarada campeã da liga e receberá o prêmio de 2 milhões de dólares. A equipe pior colocada na tabela final será rebaixada para o Campeonato Guianense de Futebol - Segunda Divisão de 2023-24.

## Transmissão
Pela primeira vez na história do futebol guianense, todos os jogos da liga foram transmitidos ao vivo pelo FIFA+, a plataforma oficial da FIFA, disponível globalmente.

## Classificação final
| #  | Equipa              | J | V | E | D | GP | GC | SG  | Pts | Classificação                        |
| -- | ------------------- | - | - | - | - | -- | -- | --- | --- | ------------------------------------ |
| 1  | GDF (C)             | 9 | 8 | 1 | 0 | 34 | 1  | +33 | 25  | Campeão                              |
| 2  | Western Tigers FC   | 9 | 7 | 1 | 1 | 31 | 8  | +23 | 22  | Salvos                               |
| 3  | Police FC           | 9 | 7 | 0 | 2 | 40 | 6  | +34 | 21  | Salvos                               |
| 4  | Santos              | 9 | 7 | 0 | 2 | 34 | 5  | +29 | 21  | Salvos                               |
| 5  | Den Amstel FC       | 9 | 4 | 0 | 5 | 11 | 28 | −17 | 12  | Salvos                               |
| 6  | Buxton United       | 9 | 2 | 2 | 5 | 6  | 17 | −11 | 8   | Salvos                               |
| 7  | Ann's Grove United  | 9 | 2 | 1 | 6 | 10 | 34 | −24 | 7   | Salvos                               |
| 8  | Fruta Conquerors(N) | 9 | 3 | 0 | 6 | 10 | 20 | −10 | 9   | Salvos                               |
| 9  | Victoria Kings (R)  | 9 | 1 | 1 | 7 | 5  | 29 | −24 | 4   | Rebaixado para 2ª Divisão de 2023-24 |
| 10 | Milerock FC (R)     | 9 | 0 | 2 | 7 | 4  | 37 | −33 | 2   | Rebaixado para Liga Regional         |

Última atualização em 23 de julho de 2023
Fonte: Soccerway
Regras para classificação: 1º pontos; 2º saldo de gols; 3º gols pró.
(C) = Campeão; (R) = Rebaixado; (P) = Promovido; (O) = Vencedor do play-off; (A) = Classificado para a próxima fase. 
Somente aplicável se a temporada não tiver terminado: 
(Q) = Classificado para a fase do torneio indicada; (TQ) = Classificado para o torneio, mas não para a fase indicada; (DQ) = Desclassificado do torneio.

(N) Fruta Conquerors foi punido com a perda de 3 pontos por não comparecer à partida contra o GDF em 8 de julho de 2023, terminando o campeonato com 6 pontos.

## Premiação
| Campeonato Guianense de Futebol de 2022-23 |
| Guiana                                     |
| ------------------------------------------ |
| Guyana Defence Force FC (2º título)        |

### Segunda Divisão
Monedderlust FC (campeão) e Slingerz FC (vice) classificaram-se para a Primeira Divisão de 2024.